# Samsung Galaxy Folder 2
El Samsung Galaxy Folder 2 es un teléfono inteligente lanzado en 2017 por Samsung. Este dispositivo se lanzó inicialmente en China y Corea del Sur con un precio de aproximadamente $ 250, lo que lo ubica en la categoría de precios de teléfonos inteligentes de rango medio bajo. La característica principal de este teléfono es su factor de forma inusual, que combina un teléfono plegable con un teléfono inteligente. El Galaxy Folder 2 fue elogiado a menudo por su construcción metálica y su factor de forma único, pero también se señaló como poco práctico y posiblemente caro.